# Pallamano Trieste 2006-2007
Questa pagina raccoglie i dati riguardanti la Pallamano Trieste nelle competizioni ufficiali della stagione 2006-2007.

## Risultati

### Serie A Elite

#### Prima fase

##### Girone d'andata
| Trieste 23 settembre 2006, ore 18.00 1ª giornata | Trieste | 26 – 23 | Brixen | PalaCHiarbola |

| Fasano 30 settembre 2006, ore 18.00 2ª giornata | Junior Fasano | 21 – 24 | Trieste | Palestra Zizzi |

| Trieste 7 ottobre 2006, ore 18.00 3ª giornata | Trieste | 27 – 22 | Bologna United | PalaChiarbola |

| Conversano 14 ottobre 2006, ore 18.00 4ª giornata | Conversano | 29 – 19 | Trieste | Pala San Giacomo |

| Lecce 21 ottobre 2006, ore 18.00 5ª giornata | Casarano | 24 – 24 | Trieste | Palasport San Giuseppe da Copertino |

| Trieste 1 novembre 2006, ore 18.00 6ª giornata | Trieste | 27 – 31 | Black Devils | PalaChiarbola |

| Prato 4 novembre 2006, ore 18.00 7ª giornata | Prato | 26 – 26 | Trieste | PalaConsiag |

##### Girone di ritorno
| Bressanone 11 novembre 2006 8ª giornata | Brixen | 31 – 29 | Trieste | Palasport Via dei laghetti |

| Trieste 18 novembre 2006, ore 18.00 9ª giornata | Trieste | 29 – 27 | Junior Fasano | PalaChiarbola |

| Bologna 2 dicembre 2006, ore 18.00 10ª giornata | Bologna United | 29 – 28 | Trieste | PalaSavena |

| Trieste 9 dicembre 2006, ore 18.00 11ª giornata | Trieste | 20 – 25 | Conversano | Pala Chiarbola |

| Trieste 16 dicembre 2006, ore 18.00 12ª giornata | Trieste | 34 – 32 | Casarano | PalaChiarbola |

| Merano 27 gennaio 2007, ore 18.00 13ª giornata | Black Devils | 28 – 25 | Trieste | Palestra Wolf |

| Trieste 3 febbraio 2007, ore 18.00 14ª giornata | Trieste | 29 – 25 | Prato | PalaChiarbola |

#### Seconda fase
| Merano 17 febbraio 2007 1ª giornata | Black Devils | 21 – 24 | Trieste | Palestra Wolf |

| Trieste 24 febbraio 2007, ore 18.00 2ª giornata | Trieste | 32 – 22 | Junior Fasano | PalaChiarbola |

| Bologna 3 marzo 2007, ore 18.00 3ª giornata | Bologna United | 33 – 30 | Trieste | PalaSavena |

| Trieste 10 marzo 2007, ore 18.00 4ª giornata | Trieste | 39 – 25 | Brixen | Pala Chiarbola |

| Lecce 17 marzo 2007, ore 18.00 5ª giornata | Casarano | 28 – 30 | Trieste | Palasport San Giuseppe da Copertino |

| Conversano 24 marzo 2007, ore 18.00 6ª giornata | Conversano | 35 – 26 | Trieste | Pala San Giacomo |

| Trieste 31 marzo 2007, ore 18.00 7ª giornata | Trieste | 34 – 33 | Prato | PalaChiarbola |

#### Playoff scudetto

##### Quarti di finale
| Squadra 1 | Squadra 2    | Gara 1                  | Gara 2                 | Gara 3                  |
| --------- | ------------ | ----------------------- | ---------------------- | ----------------------- |
| Trieste   | Black Devils | Trieste, 14 aprile 2007 | Merano, 17 aprile 2007 | Trieste, 21 aprile 2007 |
| Trieste   | Black Devils | 34 - 30                 | 27 - 32                | 25 - 24                 |

##### Semifinali
| Squadra 1 | Squadra 2 | Gara 1                   | Gara 2                  | Gara 3                  |
| --------- | --------- | ------------------------ | ----------------------- | ----------------------- |
| Casarano  | Trieste   | Casarano, 28 aprile 2007 | Trieste, 1º maggio 2007 | Casarano, 5 maggio 2007 |
| Casarano  | Trieste   | 28 - 27                  | 30 - 31                 | 27 - 24                 |

### Coppa Italia

#### Quarti di finale
| Lecce 11 febbraio 2007 | Trieste | 30 – 28 | Brixen |  |

#### Semifinali
| Lecce 12 febbraio 2007 | Trieste | 32 – 29 | Bologna United |  |

#### Finale
| Lecce 13 febbraio 2007 | Casarano | 36 – 27 | Trieste |  |

### Handball Trophy

#### Girone B
| San Lazzaro di Savena 17 settembre 2006 | Trieste | 19 – 17 | Casarano |  |

| San Lazzaro di Savena 17 settembre 2006 | Trieste | 25 – 18 | Brixen |  |

| San Lazzaro di Savena 18 settembre 2006 | Bologna United | 22 – 21 | Trieste |  |

#### Semifinali
| San Lazzaro di Savena 18 settembre 2006 | Black Devils | 27 – 28 | Trieste |  |

#### Finale
| San Lazzaro di Savena 19 settembre 2006 | Conversano | 37 – 32 | Trieste |  |

## Classifiche

### Serie A Elite

#### Prima fase
|  | Pos. | Squadra        | Pt | G  | V | N | S  | GF  | GS  | D   |
|  | ---- | -------------- | -- | -- | - | - | -- | --- | --- | --- |
|  | 1.   | Bologna United | 29 | 14 | 9 | 2 | 3  | 397 | 378 | +19 |
|  | 2.   | Casarano       | 29 | 14 | 9 | 2 | 3  | 411 | 378 | +33 |
|  | 3.   | Conversano     | 23 | 14 | 7 | 2 | 5  | 402 | 365 | +37 |
|  | 4.   | Black Devils   | 22 | 14 | 6 | 4 | 4  | 393 | 381 | +12 |
|  | 5.   | Trieste        | 20 | 14 | 6 | 2 | 6  | 367 | 373 | -6  |
|  | 6.   | Brixen         | 16 | 14 | 5 | 1 | 8  | 357 | 383 | -26 |
|  | 7.   | Prato          | 11 | 14 | 3 | 2 | 9  | 328 | 369 | -41 |
|  | 8.   | Junior Fasano  | 10 | 14 | 3 | 1 | 10 | 363 | 391 | -28 |

#### Seconda fase
|  | Pos. | Squadra        | Pt | G  | V  | N | S  | GF  | GS  | D   | Note             |
|  | ---- | -------------- | -- | -- | -- | - | -- | --- | --- | --- | ---------------- |
|  | 1.   | Casarano       | 47 | 21 | 15 | 2 | 4  | 652 | 555 | +97 | Semifinale       |
|  | 2.   | Bologna United | 44 | 21 | 14 | 2 | 5  | 605 | 578 | +27 | Semifinale       |
|  | 3.   | Conversano     | 35 | 21 | 11 | 2 | 8  | 600 | 550 | +50 | Quarti di finale |
|  | 4.   | Trieste        | 35 | 21 | 11 | 2 | 8  | 582 | 570 | +12 | Quarti di finale |
|  | 5.   | Black Devils   | 29 | 21 | 8  | 5 | 8  | 581 | 574 | +7  | Quarti di finale |
|  | 6.   | Brixen         | 22 | 21 | 7  | 1 | 13 | 522 | 585 | -63 | Quarti di finale |
|  | 7.   | Junior Fasano  | 17 | 21 | 5  | 2 | 14 | 535 | 584 | -49 |                  |
|  | 8.   | Prato          | 13 | 21 | 3  | 4 | 14 | 513 | 567 | -54 | Retrocessione    |

### Handball Trophy

#### Girone B
|  |    | Classifica girone B | Pti | G | V | N | P | GF | GS | DR  |
|  | -- | ------------------- | --- | - | - | - | - | -- | -- | --- |
|  | 1. | Bologna United      | 7   | 3 | 2 | 1 | 0 | 65 | 62 | +3  |
|  | 2. | Trieste             | 6   | 3 | 2 | 0 | 1 | 65 | 57 | +8  |
|  | 3. | Casarano            | 4   | 3 | 1 | 1 | 1 | 60 | 55 | +5  |
|  | 4. | Brixen              | 0   | 3 | 0 | 0 | 3 | 53 | 69 | -16 |

## Statistiche

### Individuali

#### Classifica marcatori
| N. | Giocatore               | Reti |
| -- | ----------------------- | ---- |
| 11 | Dusan Tomic             | 192  |
| 22 | Rok Ivancic             | 154  |
| 2  | Bojan Skoko             | 133  |
| 7  | Marco Visintin          | 94   |
| 23 | Graziano Tumbarello     | 91   |
| 15 | Marco Lo Duca           | 52   |
| 13 | Tin Tokic               | 49   |
| 8  | Massimiliano Martinelli | 26   |
| 9  | Matteo Resca            | 8    |
| 14 | Andrea Carpanese        | 7    |
|    | Michele Ciriello        | 1    |